# بوسه طولانی شب‌بخیر
بوسه طولانی شب‌بخیر (به انگلیسی: The Long Kiss Goodnight) فیلمی محصول سال ۱۹۹۶ به کارگردانی رنی هارلین است. در این فیلم بازیگرانی همچون جینا دیویس، ساموئل ال. جکسون، پاتریک مالاهید، کریگ برکو، برایان کاکس، دیوید مورس، جی. دی اسپاردین، تام آماندس، ایوون زیما، ملینا کاناکاریدیز، آلن نورث و چد دنلا ایفای نقش کرده‌اند.

## خلاصه داستان
داستان فیلم در مورد زنی است به نام سامانتا. او برای دختر هشت ساله اش یک مادر ایده‌آل از هر نظر است. آنها زندگی آرامی دارند و سامانتا هم مشغول تدریس در یک مدرسه است. اما این روند آرام زندگی به هم می‌خورد؛ زیرا ضربه‌ای به سر سامانتا می‌خورد و او گذشتهٔ خودش را دوباره به یاد می‌آورد. به یاد می‌آورد که او یک مأمور مخفی و بسیار با مهارت بوده‌است؛ و به زودی متوجه می‌شود که شخصی اجیر شده‌است تا او را بکشد و …